# Nico de Rooij

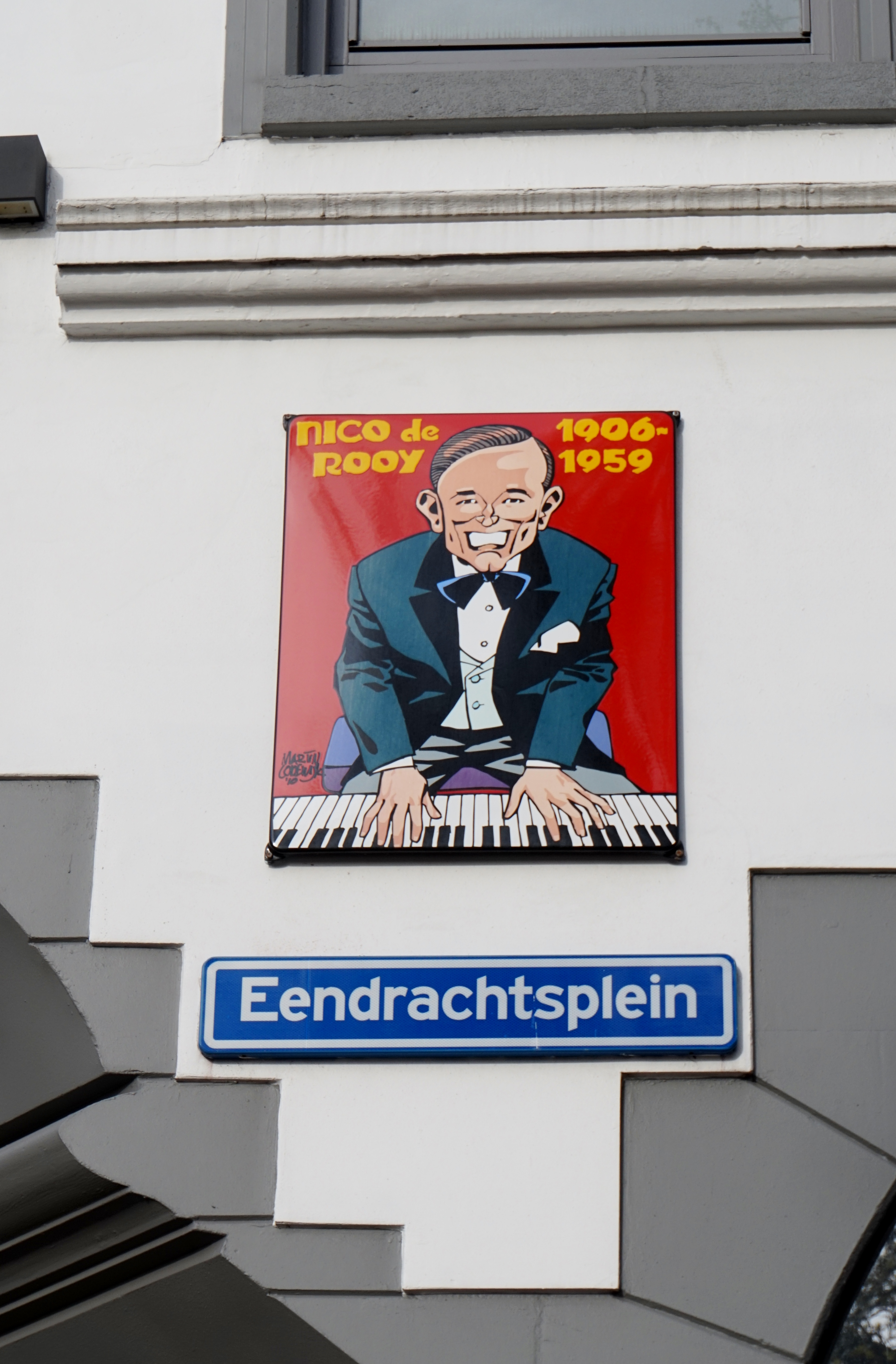
Tekening van Nico de Rooij door Martin Lodewijk in het Rotterdam Jazz Artists Memorial

Nico (Nicolaas) de Rooij (Rotterdam, 27 februari 1906 – Den Haag, 17 februari 1959) was een Nederlandse jazzpianist, die vanaf zijn veertiende jaar professioneel musiceerde.
Hij speelde later onder meer:
- met Jack en Louis de Vries
- in The Midnight Rounders; The Negro Thompson Band; The Kentucky Kardinals
- in de band van Robert 'Bobby' Martin
- in Jack de Vries' Internationals
- met Coleman Hawkins en Connie Boswell
- in het Amsterdamse 'Negro Palace'
- bij Arie Maasland
- als solopianist in diverse bars in binnen- en buitenland.

## Familie
De Rooij was de vader van kleinkunstenaar Karel de Rooij, alsook van Nico de Rooij jr., concertpianist bij het Rotterdams Philharmonisch Orkest.

## Herinnering
De Rooij is opgenomen in het Rotterdam Jazz Artists Memorial met een emaillen portret op de hoek van de Oude Binnenweg en het Eendrachtsplein. Ook is er een straat naar hem genoemd die loopt van de Jacques de Graaffweg naar de John Coltranestraat.